# 斯昆扎诺
斯昆扎诺（義大利語：Squinzano），是意大利莱切省的一个市镇。总面积29平方公里，人口14631人，人口密度504.5人/平方公里（2009年）。ISTAT代码为075079。